# Heinola
 Heinola é um município da Finlândia.
Está localizado na província da Finlândia Meridional, e faz parte da sub-região de Heinola. A cidade tem uma população de 20 334 habitantes (estimativas de março de 2010), e abrange uma área de 839,34 km², dos quais 162,89 km² é constituído por água. A densidade populacional é de 30,06 hab/km². 